# Петрирода
Петрирода (нем. Petriroda) — община в Германии, в земле Тюрингия. 
Входит в состав района Гота. Подчиняется управлению Апфельштедтауэ.  Население составляет 336 человек (на 31 декабря 2010 года). Занимает площадь 3,15 км².